# Dušan Tomažič
Dušan Tomažič, slovenski zdravnik epidemiolog, * 25. oktober 1922, Maribor, † 30. september 2004, Maribor

## Življenje in delo
Tomažič je leta 1950 diplomiral na Medicinski fakulteti v Ljubljani in opravil 1951 podiplomski študij v Zagrebu ter postal 1987 primarij. V letih 1951−1987 je bil predstojnik Zavoda za zdravstveno varstvo v Mariboru in ga usposobil v enega najuspešnejših higiensko-epidemioloških zavadov v Socialistična federativna republika Jugoslavija. Prvi v Sloveniji je začel uvajati obvezno prijavo hepatitisa. Je avtor več kot 100 zdravstvenih prispevkov, od 1956 je pisal tudi letne publikacije o zdravstvenem stanju prebivalcev Maribora.